# 塔拉·韦斯特弗
塔拉·韦斯特弗（英語：。1986年9月27日—），是一位美国传记作家和历史学家。她的回忆录《你当像鸟飞往你的山》首次登上《纽约时报》畅销书排行榜的第一名，并获得多个国家级奖项的提名，包括冷数据时报图书奖、美国笔会的让·斯坦因图书奖，以及美国国家图书评论奖。《纽约时报》将《你当像鸟飞往你的山》评为2018年十大最佳图书之一，《时代》杂志评选塔拉·韦斯特弗为2019年100位最有影响力的人物之一。。

## 经历
塔拉·韦斯特弗是七个孩子中最小的一个，出生在爱达荷州克利夫顿市。她的父母遵循摩门教生存主义的生活方式，对公立医院、公立学校和联邦政府都持怀疑态度。因此，塔拉是在自己家里出生，由助产士接生，从未看过医生或护士，直到九岁时才拿到出生证。她父亲的意识形态禁止一切药物干预，这意味着塔拉和她的兄弟姐妹们即使是在车祸后或在父亲的废料回收厂工作时受了重伤，也不会被带去看医生。相反，孩子们会在家里接受母亲的治疗，因为他们的母亲研究过草药和其他替代治疗方法。
和她的哥哥姐姐们一样，塔拉也是在家里接受教育，根据她的回忆，她受的教育是杂乱无章的。她的一位哥哥教她读书，她学习耶稣基督后期圣徒教会的经文，而她的家人也是该教会的成员。但她从未听过讲座，写过文章，也没参加过任何考试，家里几乎没有什么书可以用来自学。
十七岁时，塔拉为了上大学，需要参加ACT考试，购买课本，自学成才，尽管没有高中毕业证，但她还是被杨百翰大学录取。在经历了艰难的第一年后，塔拉努力适应主流社会，并于2008年以优异的成绩毕业。随后，她以盖茨-剑桥学者的身份获得了剑桥大学三一学院的硕士学位，并在2010年成为哈佛大学的访问学者。2014年，她又回到剑桥大学三一学院，获得思想史博士学位。她的论文题目是《英美合作思想中的家庭、道德和社会科学，1813-1890》。
2009年， 塔拉在剑桥大学读研究生时，她告诉父母，多年来（从15岁开始），她一直受到一位哥哥的身体和心理上的虐待。但她的父母否认了这一暴力行为，并暗示塔拉受撒旦的影响，家庭出现了分裂。这段疏离，以及她的不寻常的大学教育之路，正是她2018年出版的回忆录《你当像鸟飞往你的山》的主题。
塔拉是肖伦斯坦中心2019年秋季的驻校作家。她继续与该中心保持联系，成为哈佛大学肯尼迪学院的高级研究员，常驻肖伦斯坦中心。

## 外部連結
- 官网 （页面存档备份，存于）